# Orthemis philipi
Orthemis philipi – gatunek ważki z rodziny ważkowatych (Libellulidae).